# Der Kampf um das klingonische Reich
Der Kampf um das klingonische Reich (Originaltitel: Redemption und Redemption II) ist eine Doppelfolge der US-amerikanischen Science-Fiction-Fernsehserie Raumschiff Enterprise – Das nächste Jahrhundert. Es handelt sich um die 26. Folge der vierten Staffel und die erste Folge der fünften Staffel. Sie wurde in den Vereinigten Staaten über Syndication vermarktet und erstmals am 17. Juni und 23. September 1991 auf verschiedenen Fernsehsendern ausgestrahlt. In Deutschland war sie zum ersten Mal am 24. und 28. März 1994 in einer synchronisierten Fassung auf Sat.1 zu sehen.

## Handlung

### Teil I
Im Jahr 2367 bei Sternzeit 44995.3 ist die Enterprise auf dem Weg zur Heimatwelt der Klingonen, wo Captain Picard an der Amtseinführung des neu gewählten Kanzlers Gowron teilnehmen soll. Picards klingonischer Sicherheitsoffizier Worf hatte vor einem Jahr seine Entehrung hingenommen, indem er akzeptierte, dass sein verstorbener Vater vom Hohen Rat für schuldig befunden wurde, die klingonische Kolonie Khitomer an die Romulaner verraten zu haben. Der tatsächliche Verräter war allerdings der Vater von Duras, Gowrons Konkurrenten um die Kanzlerschaft. Da Duras und seine Familie sehr mächtig waren, hatte Worf die Entehrung akzeptiert, um einen Bürgerkrieg im klingonischen Reich zu verhindern. Vor einigen Monaten hatte Worf Duras im Zweikampf getötet, nachdem dieser seine Geliebte K’Ehleyr ermordet hatte. Picard glaubt, für Worf könnte sich durch den Machtwechsel eine gute Gelegenheit bieten, die Wiederherstellung seiner Familienehre einzufordern. Worf ist jedoch unsicher, ob der richtige Zeitpunkt wirklich schon gekommen ist.
Unerwartet nähert sich ein klingonisches Kriegsschiff der Enterprise. An Bord befindet sich Gowron, der Picard zum raschen Handeln auffordert, um einen drohenden Bürgerkrieg zu verhindern. Duras’ Familie ist nach wie vor stark. Das Haus wird jetzt von seinen Schwestern Lursa und B’Etor geleitet, denen es irgendwie gelungen ist, sich die Loyalität wichtiger Ratsmitglieder zu sichern und Gowrons Machtanspruch anzufechten. Nach Ende ihrer Besprechung unterrichtet Worf Gowron im Zwiegespräch über den Verrat von Duras’ Vater – ein Fakt, der Gowron bislang unbekannt ist. Er bietet Gowron auch entsprechende Beweise an, wenn er dafür seine Familienehre wiederherstellt. Gowron muss dieses Angebot jedoch ablehnen, denn der Hohe Rat wusste um die wahren Vorgänge und leider ist er auf dessen Unterstützung angewiesen.
Worf bittet Picard um einen Urlaub auf unbestimmte Zeit, was dieser ihm gewährt. Er sucht seinen Bruder Kurn auf, der das Kommando über vier Schwadronen von Kriegsschiffen innehat, und unterrichtet ihn über sein Gespräch mit Gowron. Kurn möchte daraufhin gegen Gowron in den Krieg ziehen, doch Worf ist sein älterer Bruder und verlangt daher von ihm, einen anderen Plan zu verfolgen. Da Gowron der rechtmäßige Führer des Reichs ist, müssen Worf und Kurn ihm gegenüber loyal sein. Doch zunächst will Worf abwarten, bis Gowron von seinen Feinden umzingelt ist. Dann erst will er ihm zu Hilfe kommen und als Preis dafür die Wiederherstellung der Familienehre fordern.
Auf der klingonischen Heimatwelt findet unterdessen die Zeremonie zur Amtseinführung von Gowron statt. Plötzlich betreten Lursa und B’Etor die große Halle des Rats und stellen Toral vor, den Sohn des Duras, der Gowrons Führungsanspruch anfechten will. Toral ist noch ein Knabe und dazu nur ein illegitimer Sohn. In Gowrons Augen hat er damit keinerlei Recht auf einen Führungsanspruch. Der Rat jedoch beschließt, dass Picard als unparteiischer Vermittler über Torals Anspruch entscheiden soll. Während der Bedenkzeit treffen sich Lursa und B’Etor heimlich mit einigen verbündeten Romulanern und besprechen das weitere Vorgehen.
Worf kehrt auf die Enterprise zurück und will Aufzeichnungen aus dem Schiffscomputer über das Khitomer-Massaker kopieren, um sie Gowron zu übergeben. Picard sieht darin einen Interessenkonflikt, da Worf seine Position als Sternenflottenoffizier nutzt, um in einem internen klingonischen Konflikt einer Partei zu helfen. Er sieht darin das Prinzip der Nichteinmischung verletzt, ist aber bereit, die Aufzeichnungen allen Parteien zugänglich zu machen. Kurz darauf wird Picard von Lursa und B’Etor eingeladen, die ihm nahelegen, für Toral zu entscheiden. Picard will jedoch ausschließlich auf Grundlage des klingonischen Rechts urteilen. Ihm ist klar, was die Schwestern planen: Wenn er für Toral stimmt, verliert Gowron die Unterstützung des Rates und sein Leben. Dann können die beiden mit Toral als Marionette die eigentliche Macht ausüben. Entscheidet Picard sich hingegen für Gowron, wird es zum Bürgerkrieg kommen und wenn die Duras-Familie gewinnt, wird sie Picard beschuldigen, nur Föderations-Interessen verfolgt zu haben, und die Allianz zwischen der Föderation und den Klingonen aufkündigen.
Am nächsten Tag hat Picard seine Entscheidung gefällt: Er weist Torals Anspruch zurück, da dieser noch zu jung ist und keine Taten zum Ruhm des Reichs vorweisen kann. Gowron wird damit offiziell zum Kanzler ernannt. Empört verlassen die Duras-Familie und ein Großteil der Ratsmitglieder die große Halle. Gowron kehrt auf sein Schiff zurück. Worf hält den Zeitpunkt für gekommen, ihm die Unterstützung von Kurns Flotte anzubieten. Gowron bezweifelt aber, dass das genügen wird, und fordert von Worf, dass er Picard von einer Intervention der Sternenflotte überzeugen soll. Während ihres Gesprächs wird das Schiff plötzlich von zwei Kriegsschiffen der Duras-Familie angegriffen. Picard sieht sich außerstande, mit der Enterprise in einen internen klingonischen Machtkampf einzugreifen. Schließlich wird Gowron jedoch durch das Auftauchen von Kurns Flotte gerettet.
Gowron geht nun auf das Hilfsangebot von Worf und Kurn ein, doch Picard beharrt darauf, dass es sich um einen internen klingonischen Konflikt handelt und daher keine Unterstützung durch die Sternenflotte zu erwarten ist. Worf wird vor eine schwierige Entscheidung gestellt. Seine persönliche Beteiligung an Gowrons Kampf gegen die Duras-Familie ist unvereinbar mit seinen Pflichten als Sternenflottenoffizier. Er entschließt sich daher, die Sternenflotte zu verlassen. Mit einem Ehrenspalier verabschiedet ihn die Besatzung der Enterprise und er tritt seinen neuen Posten auf Gowrons Schiff an.
Lursa und B’Etor geben sich siegessicher, als die Enterprise den klingonischen Raum verlässt, doch eine ihrer romulanischen Verbündeten ermahnt sie, Captain Picard nicht zu früh abzuschreiben. Es handelt sich bei ihr um eine recht ungewöhnliche Romulanerin mit blondem Haar und einer erstaunlichen Ähnlichkeit zu Tasha Yar, der totgeglaubten früheren Sicherheitschefin der Enterprise.

### Teil II
Der klingonische Bürgerkrieg tobt bereits seit einer Weile. Inzwischen ist ein neues Jahr angebrochen. Worf dient jetzt auf dem Schiff seines Bruders Kurn, dem es nur mit List gelingt, zwei feindliche Verfolger zu zerstören. Währenddessen fliegt die Enterprise nach Sternenbasis 234, wo Picard das weitere Vorgehen mit Flottenadmiralin Shanti besprechen will. Sie sieht weiterhin keine Möglichkeit für ein Eingreifen der Sternenflotte. Picard meint jedoch, wenn sich eine Unterstützung der Romulaner für die Duras-Familie beweisen ließe, würde es sich nicht mehr um einen rein internen klingonischen Konflikt handeln. Er schlägt daher vor, eine Flotte von Föderationsraumschiffen in den klingonischen Raum zu entsenden, die nicht an Kampfhandlungen teilnehmen sollen, sondern stattdessen eine Blockade entlang der romulanisch-klingonischen Grenze errichten. Sein Chefingenieur Geordi La Forge hat eine Methode entwickelt, um zwischen den Schiffen ein Netz aus Tachyon-Strahlen zu errichten, durch welches getarnte romulanische Versorgungsschiffe aufgespürt werden könnten. Shanti stimmt dem Plan schließlich zu und Picard erhält 23 Schiffe. Viele von ihnen haben allerdings noch keine vollständige Mannschaft und so werden einige erfahrene Offiziere der Enterprise abgestellt. Der erste Offizier Riker übernimmt das Kommando der Excalibur, La Forge wird sein erster Offizier. Auch der zweite Offizier, der Android Data, hält sich inzwischen für erfahren genug, um ein Kommando zu übernehmen, und Picard versetzt ihn auf die Sutherland.
Worf, der lange unter Menschen gelebt hat, hat einige Schwierigkeiten damit, sich den klingonischen Gepflogenheiten anzupassen. Die Hauptstadt wurde zum neutralen Territorium erklärt und es wirkt auf Worf sehr befremdlich, dass Krieger beider Seiten hier miteinander feiern.
Data tritt sein Kommando auf der Sutherland an. Sein erster Offizier Christopher Hobson hat ein sichtliches Problem damit, unter einem Androiden zu dienen. Er bittet um seine Versetzung, was Data aber ablehnt. Die Flotte ist bereit und setzt Kurs auf den klingonischen Raum. Der Duras-Familie und ihren Verbündeten entgeht dies nicht. Der Romulanerin ist klar, dass Picard für einen Kampf zu wenig Schiffe hat und daher irgendetwas anderes planen muss. Sie fordert umgehend Verstärkung von Romulus an.
Die Föderationsflotte hat ihr Ziel erreicht, als es auf der Sutherland plötzlich zu einer Fehlfunktion kommt. Diese kann zwar behoben werden, doch dabei tut sich Hobson negativ hervor, indem er Data übergeht und eigenmächtig Befehle erteilt. Schließlich ist das Tachyonen-Netz in Betrieb. Den Romulanern ist jetzt klar, was Picards Absicht ist. Die romulanische Kommandantin will ihn dazu bewegen, seine Flotte wieder abzuziehen. Hierzu enttarnt sie ihr Kriegsschiff vor der Enterprise und gibt sich selbst zu erkennen. Picard ist völlig fassungslos und hält sie zunächst für Tasha Yar. Die Kommandantin erklärt jedoch, ihr Name sei Sela und Tasha Yar ist ihre Mutter. Sie gibt ihm 20 Stunden Zeit, um umzukehren, denn die Romulaner werden eine so große Flotte direkt an ihrer Grenze nicht einfach hinnehmen. Die Besatzung der Enterprise ist ratlos, was sie von Sela halten soll. Es gibt keine Hinweise darauf, dass die vor rund drei Jahren verstorbene Tasha Yar jemals schwanger war. Ein romulanisches Täuschungsmanöver wird in Betracht gezogen, doch Picard kann keinen Grund dafür erkennen. Schließlich sucht ihn die el-aurianische Barkeeperin Guinan auf. Sie hat noch vage Erinnerungen an Ereignisse aus einer alternativen Zeitlinie, die vor anderthalb Jahren stattgefunden haben. In dieser Zeitlinie, die durch das plötzliche Auftauchen, des Vorgängerschiffs der Enterprise, der Enterprise C, verursacht worden war, war Yar noch am Leben. Sie reiste mit der Enterprise C 22 Jahre zurück in die Vergangenheit, um bei der Verteidigung des klingonischen Außenpostens Narendra III gegen einen romulanischen Angriff zu helfen. Picard bittet um ein persönliches Treffen mit Sela und die bestätigt Teile von Guinans Geschichte: Tasha Yar war tatsächlich auf der Enterprise C und wurde nach der verlorenen Schlacht von den Romulanern gefangen genommen. Sie sollte exekutiert werden, doch ein romulanischer General machte sie zu seiner Geliebten. Schließlich kam Sela zur Welt. Als sie vier Jahre alt war, wollte ihre Mutter mit ihr fliehen, doch sie wollte ihr Heim nicht verlassen und schrie. Tasha Yar wurde entdeckt und hingerichtet. Schließlich reist Sela wieder ab, ohne mit Picard eine Einigung erzielt zu haben.
Worf wird zunehmend unzufrieden, dass Gowron seine Zeit mehr mit Zweikämpfen gegen unzufriedene Mitstreiter verschwendet, statt etwas gegen den schlechten Verlauf des Krieges zu unternehmen. Für Kurn steht Gowrons Verhalten im Einklang mit den klingonischen Traditionen und er will, dass Worf das akzeptiert. Lursa und B’Etor bemerken diese Entfremdung von Worf und wollen sie ausnutzen. Sie lassen ihn entführen und bieten ihm an, sich ihnen anzuschließen und gemeinsam mit ihnen zu herrschen. Worf lehnt das entrüstet ab und wird daraufhin zu einem Verhör fortgebracht.
Die Duras-Schwestern sind dringend auf den nächsten romulanischen Versorgungskonvoi angewiesen, doch solange die Blockade besteht, kann dieser die Grenze nicht überqueren. Sela hofft, dass Picard auf ihr Ultimatum eingeht und der Weg in wenigen Stunden wieder frei ist. Gowron und Picard einigen sich jedoch auf einen kühnen Plan: Gowron will einen Großangriff auf die Streitkräfte der Duras-Schwestern starten. Das wird die Romulaner in Zugzwang bringen. Zugleich soll Rikers Schiff, die Excalibur, einen Maschinenschaden vortäuschen, wodurch sich scheinbar eine Lücke im Tachyonen-Netz ergeben soll. Die romulanischen Schiffe sollen dort hineingelockt und enttarnt werden. Sela erkennt jedoch sofort, dass es sich um eine Falle handelt. Sie verfolgt stattdessen den Plan, eine konzentrierte Tachyonen-Ladung auf eines der Schiffe abzufeuern, um dadurch einen Teil des Netzes außer Betrieb zu setzen. Als schwächstes Schiff der Flotte identifiziert sie die Sutherland. Selas Plan funktioniert und das Netz bricht tatsächlich um die Sutherland herum zusammen. Picard ist gezwungen, die Flotte abzuziehen und an einer anderen Stelle ein neues Netz zu errichten. Data bleibt entgegen seinen Befehlen jedoch mit der Sutherland an Ort und Stelle, denn er hat eine Idee: Die enorme Tachyonen-Ladung muss Restspuren an dem romulanischen Schiff hinterlassen haben. Hobson erwidert, dass die Sensoren der Sutherland nicht in der Lage seien, diese Spuren zu registrieren. Data ortet drei Tachyonen-Signaturen, die auf getarnte Schiffe hinweisen können, laut Hobson aber auch alles Mögliche sein könnten. Von Hobsons Einwänden unbeirrt lässt Data drei modifizierte Photonentorpedos in Richtung der Signaturen schießen. Durch ihre Explosion werden tatsächlich drei getarnte Schiffe sichtbar. Damit ist offensichtlich, dass die Romulaner die Duras-Familie unterstützen. Um keinen offenen Krieg mit der Föderation zu riskieren, müssen sie sich zurückziehen. Datas Vorgehen beeindruckt Hobson und er nennt ihn zum ersten Mal seit Dienstantritt Captain.
Ohne Unterstützung der Romulaner ist die Duras-Familie Gowrons Truppen unterlegen. Ihr Hauptquartier wird gestürmt. Worf kann seine Wachen überwältigen, Toral wird gefangen genommen, doch Lursa und B’Etor können entkommen. Der Krieg ist beendet und die Enterprise kehrt zur klingonischen Heimatwelt zurück. Picard beglückwünscht Data zu seiner erfolgreichen Enttarnung der romulanischen Schiffe. Schließlich wird Gowron offiziell zum Kanzler ernannt. Wie versprochen stellt er Worfs Familienehre wieder her und schenkt ihm Torals Leben. Worf zögert kurz, entscheidet dann aber entgegen den klingonischen Traditionen, ihn zu verschonen, denn Toral hat ihm persönlich nichts getan und er will ihn nicht für die Taten seiner Familie bestrafen. Worf sieht seine Aufgabe in der Heimat nun als erfüllt an und bittet Picard, seinen Dienst auf der Enterprise wieder aufnehmen zu dürfen.

## Verbindungen zu anderen Star-Trek-Produktionen
Die Handlung von Der Kampf um das klingonische Reich baut auf mehreren früheren Folgen der Serie auf:
- Der Machtanspruch der verräterischen Duras-Familie und die Ereignisse, die dem klingonischen Bürgerkrieg vorausgingen, wurden in den Folgen 3.17 (Die Sünden des Vaters) und 4.07 (Tödliche Nachfolge) behandelt.
- Der Tod von Tasha Yar in Folge 1.23 (Die schwarze Seele) wird hier thematisiert. Ebenso wird die Handlung von Folge 3.15 (Die alte Enterprise) aufgegriffen. Darin wird eine alternative Zeitlinie geschaffen, in der Yar noch lebt und in der Zeit zurückreist. In der Vergangenheit wird sie die Mutter von Sela.
- Sela war in Folge 4.24 (Verräterische Signale) eingeführt worden. Dort wurde ihre Identität aber noch nicht enthüllt, da dies erst für Der Kampf um das klingonische Reich vorgesehen war.

Einige Elemente aus dieser Folge wurden in späteren Star-Trek-Produktionen wieder aufgegriffen:
- Sela spielt noch einmal eine wichtige Rolle in der Doppelfolge 5.07/08 (Wiedervereinigung?) von Raumschiff Enterprise – Das nächste Jahrhundert aus dem Jahr 1991.
- Die Schwestern von Duras, Lursa und B’Etor, sowie sein Sohn Toral werden hier eingeführt. Lursa und B’Etor hatten später noch Auftritte in Folge 1.03 (Die Khon-Ma) von Star Trek: Deep Space Nine aus dem Jahr 1993, in Folge 7.21 (Ritus des Aufsteigens) von Raumschiff Enterprise – Das nächste Jahrhundert aus dem Jahr 1994 und im Spielfilm Star Trek: Treffen der Generationen von 1994. Toral war noch einmal in Folge 4.09 (Das Schwert des Kahless) von Star Trek: Deep Space Nine aus dem Jahr 1995 zu sehen.
- Die Szene im ersten Teil, in der zahlreiche Besatzungsmitglieder der Enterprise Worf mit einem Ehrenspalier verabschieden, wurde in Folge 7.23 (Eine Heimstätte) von Star Trek: Raumschiff Voyager aus dem Jahr 2001 nachempfunden, als Neelix die Voyager verlässt.

## Produktion
Während der Dreharbeiten zum ersten Teil von Der Kampf um das klingonische Reich besuchte der ehemalige US-Präsident Ronald Reagan das Set.

### Drehbuch
Die Geschichte um den klingonischen Bürgerkrieg war ursprünglich als Finale der dritten Staffel gedacht gewesen, wurde aber verschoben, um stattdessen die Doppelfolge In den Händen der Borg / Angriffsziel Erde zu produzieren.
Star-Trek-Schöpfer Gene Roddenberry war erst gegen die Idee, da er zum einen ungern eine Kriegsgeschichte zeigen wollte und zum anderen in Worf keine gute Hauptfigur sah. Autor Ronald D. Moore konnte sich aber schließlich durchsetzen.
Das Drehbuch für Teil II entstand erst nach der Produktionspause zwischen den Staffeln 4 und 5.
Die Idee von Tasha Yars Tochter Sela geht auf ihre Schauspielerin Denise Crosby zurück. Ronald D. Moore hatte zunächst einige Probleme, die Figur in die Geschichte einzubauen, doch letztlich fand er sie gut geeignet, um die Romulaner stärker hervorzuheben.

### Darsteller
Die Hauptfiguren Geordi La Forge (LeVar Burton), Beverly Crusher (Gates McFadden) und Deanna Troi (Marina Sirtis) haben im ersten Teil dieser Doppelfolge nur einen kurzen Auftritt und keinen Text.
Tony Todd hat hier seinen zweiten von drei Auftritten als Worfs Bruder Kurn im Star-Trek-Franchise. Todd spielte außerdem den alten Jake Sisko in Folge 4.03 (Der Besuch) von Star Trek: Deep Space Nine und einen Hirogen in Folge 4.16 (Die Beute) von Star Trek: Raumschiff Voyager. Zuvor hatte er sich dreimal erfolglos für die Rolle des Commander Sisko in Deep Space Nine beworben.
Denise Crosby, die in der ersten Staffel Tasha Yar gespielt hatte, spielt hier erstmals Yars Tochter Sela. In der Folge Verräterische Signale hatte sie Sela lediglich gesprochen, während Debra Dilley die Figur darstellte. Da Selas Identität erst im zweiten Teil von Der Kampf um das klingonische Reich enthüllt wird, ist Crosby im ersten Teil, wie schon in Verräterische Signale nicht in den Credits der Folge aufgeführt.
Gwynyth Walsh, Darstellerin von B’Etor, spielte auch Nimira in Folge 4.10 (Gewalttätige Gedanken) von Star Trek: Raumschiff Voyager.
Toral wird nur in dieser Doppelfolge von JD Cullum gespielt. In Das Schwert des Kahless übernahm Rick Pasqualone diese Rolle.
Michael G. Hagerty, Darsteller von Captain Larg, spielte auch Skoran in Folge 7.16 (Radioaktiv) von Raumschiff Enterprise – Das nächste Jahrhundert.
Fran Bennett, Darstellerin von Admiral Shanti, spielte auch eine vulkanische Hebamme in einer nicht verwendeten Szene des Spielfilms Star Trek von 2009.
Jordan Lund, Darsteller von Kulge, spielte auch Woban in Folge 1.14 (Die Legende von Dal'Rok) von Star Trek: Deep Space Nine und den Tellariten Skalaar in Folge 2.25 (Kopfgeld) von Star Trek: Enterprise.
James Stephen Carver, Darsteller eines klingonischen Steuermanns, spielte auch Ibudan in Folge 1.04 (Unter Verdacht) von Star Trek: Deep Space Nine und den Borg Tayar in der Doppelfolge 6.26/7.01 (Angriff der Borg) von Raumschiff Enterprise – Das nächste Jahrhundert.

### Kulissen
Für die Brücke der Sutherland wurde das umgebaute Set der Kombüse der Enterprise A aus dem Spielfilm Star Trek VI: Das unentdeckte Land wiederverwendet.

## Rezeption
Keith DeCandido bewertete den ersten Teil von Der Kampf um das klingonische Reich 2012 auf tor.com als eine nur leicht überdurchschnittliche Folge von Raumschiff Enterprise – Das nächste Jahrhundert. Ihm gefiel, dass die Handlungsbögen aus früheren Klingonenfolgen hier wunderbar fortgesetzt wurden. Außerdem konnten Michael Dorn und Patrick Stewart wieder einmal ihre Schauspielfähigkeiten unter Beweis stellen. Dennoch fand DeCandido die Folge im direkten Vergleich mit Die Sünden des Vaters und Tödliche Nachfolge etwas spannungsarm. Den Cliffhanger fand er etwas schwach und nicht wirklich geeignet, um genug Spannung für eine Wartezeit von drei Monaten bis zur nächsten Folge aufzubauen. Den zweiten Teil bewertete DeCandido als eine leicht unterdurchschnittliche Folge. Er kritisierte, dass hier drei Geschichten erzählt werden, die unterschiedlich gut gelungen seien. Am stärksten fand er die Fortsetzung des klingonischen Bürgerkriegs. Die letzte Szene fand er allerdings weniger stark, als sie hätte sein können. Das Ende von Tödliche Nachfolge funktionierte für DeCandido großartig, weil Worf dort seine menschliche Erziehung ablegte und auf klingonische Art an Duras tödliche Rache nahm. Hier hingegen triumphiert seine menschliche Seite über die klingonischen Werte, indem er Torals Leben verschont. Den Handlungsstrang um die Blockade fand DeCandido durchwachsen. Datas erstes Kommando fand er gut gespielt, doch die Grundidee der Blockade funktionierte für ihn nicht, da an keiner Stelle vernünftig erklärt wird, warum die romulanischen Schiffe die Blockade nicht einfach umfliegen können. Am schwächsten fand er den Handlungsstrang um Sela. Da die Ereignisse von Die alte Enterprise in einer alternativen Realität spielten, mussten die Hauptfiguren erst in zwei zu lang geratenen Expositions-Szenen über sie in Kenntnis gesetzt werden. Die Figur selbst wirkt unausgegoren (sie hat den Rang eines Commanders, obwohl sie erst 24 Jahre alt ist) und letztlich ist ihre Abstammung von Tasha Yar völlig irrelevant für die eigentliche Handlung der Folge.
Aaron Couch und Graeme McMillan erstellten 2016 anlässlich des 50-jährigen Jubiläums von Star Trek in Zusammenarbeit mit verschiedenen Beteiligten aus dem Franchise für den Hollywood Reporter eine Liste der 100 besten bis dahin ausgestrahlten Folgen. Der Kampf um das klingonische Reich wurde hierbei auf Platz 36 gewählt.
Aaron Couch und Graeme McMillan erstellten 2016 für den Hollywood Reporter eine Liste der 25 besten Folgen von Raumschiff Enterprise – Das nächste Jahrhundert. Der Kampf um das klingonische Reich landete dabei auf Platz 12.
Sven Harvey zählte Der Kampf um das klingonische Reich 2017 auf der Website Den of Geek als eine der 25 besten Folgen der Serie Raumschiff Enterprise – Das nächste Jahrhundert.
Michael Weyer erstellte 2018 für die Website cbr.com eine Liste der 20 besten Mehrteiler aller Star-Trek-Serien. Der Kampf um das klingonische Reich führte er hierbei auf Platz 15.
Mike Bloom zählte Der Kampf um das klingonische Reich 2019 auf der Website hollywoodreporter.com als eine der 25 besten Folgen von Raumschiff Enterprise – Das nächste Jahrhundert.
Sean Ferrick erstellte 2020 für die Website whatculture.com eine Liste der 25 besten Star-Trek-Folgen. Der Kampf um das klingonische Reich führte er hier auf Platz 22.

## Parodien und Anspielungen
In der 2011 gedrehten Porno-Parodie Star Trek: The Next Generation – A XXX Parody wird der klingonische Bürgerkrieg erwähnt.